# Muara Nibung
Muara Nibung is een bestuurslaag in het regentschap Seluma van de provincie Bengkulu, Indonesië. Muara Nibung telt 242 inwoners (volkstelling 2010).